# Protosquilla folini
Protosquilla folini is een bidsprinkhaankreeftensoort uit de familie van de Protosquillidae. De wetenschappelijke naam van de soort is voor het eerst geldig gepubliceerd in 1867 door A. Milne-Edwards.